# Henrique Mecking
Henrique Costa Mecking (Santa Cruz do Sul, Río Grande del Sur, 23 de enero de 1952), más conocido como Mequinho, es un Gran Maestro de ajedrez brasileño. Obtuvo notoriedad desde joven alcanzando su mejor puntuación ELO (2635 puntos) en 1977, consiguiendo estar en el 3.er lugar en el ranking de la FIDE solo por detrás de Anatoly Karpov y Viktor Korchnoi.
Fue diagnosticado con miastenia grave y tuvo que retirarse desde 1978, lo que dificultó su carrera.

## Biografía
Los antepasados de Henrique Mecking proceden de Alemania. Su abuelo paterno Heinrich Mecking (nacido el 3 de junio de 1881 en Geisenheim) se mudó a Brasil en la década de 1880.
Es considerado el mejor ajedrecista brasileño de todos los tiempos. Alcanzó su punto máximo a mediados de la década de 1970, cuando ganó torneos importantes y compitió dos veces en el Torneo de Candidatos.
Mecking, el primer gran maestro de ajedrez nacido en América Latina fuera de Argentina –recibió el título en 1972– comenzó su carrera ajedrecística como un niño prodigio: aprendió el juego a los 6 años y ganó su campeonato estatal a los 11. En 1965, a la edad de 13 años, se convirtió por primera vez en campeón brasileño. Volvió a ganar el campeonato brasileño en 1967, pero no participó más en campeonatos nacionales.
A través de una victoria compartida en el torneo zonal de Buenos Aires en 1966, Mecking se clasificó para el Interzonal de Sousse 1967, en el que compartió el lugar 11°-12°. Alcanzó el mismo rango en el próximo torneo interzonal de Palma de Mallorca en 1970. Tres años después, en 1973 ganó invicto el torneo interzonal en Petrópolis (Brasil) y clasificando al torneo de Candidatos, en 1974 en Augusta (EE. UU.). Allí perdió en cuartos de final con Viktor Korchnoi con 5.5-7.5. Mecking también ganó el torneo interzonal de Manila de 1976 con 13/19 puntos. Pero también esta vez fue eliminado en los cuartos de final: en 1977, en Lucerna, fue derrotado por Lev Polugayevski (5.5-6.5).
Una enfermedad grave, la miastenia gravis, que compromete gravemente el sistema nervioso y los músculos, hizo que Mequinho abandonara las competiciones en 1978. Incluso comenzó a participar en el torneo interzonal de Río de Janeiro en 1979, pero por orden médica, abandonó la competencia antes de que concluyera la segunda ronda. Después de eso, abandonó el ajedrez de competición durante más de diez años.
En la etapa más grave de la enfermedad, comenzó a asistir a la Renovación Carismática Católica. Tras superar la enfermedad, empezó a dedicarse por completo a la religión, pero siempre tuvo la esperanza de volver a jugar al ajedrez.
Mequinho volvió a jugar en 1991, en un encuentro a seis partidas contra el GM Pedrag Nikolić en São Paulo, perdiendo por 2.5-3.5 (+0 = 5 −1). En 1992 fue derrotado por Yasser Seirawan, también en una competencia en São Paulo, con el mismo resultado (+0 = 5 −1). Luego de regresar al tablero, participó en los torneos zonales de São Paulo en 1993 (20° lugar), 1995 (4° lugar), 2003 (3° lugar) y 2005 (2° lugar después de un desempate), donde se clasificó para la siguiente fase del campeonato mundial por primera vez desde 1976.  
En 2000, regresó a los tableros para disputar un partido contra otro gran maestro brasileño, Giovanni Vescovi, en ese momento tres veces campeón nacional. Vescovi ganó con 2 victorias, 3 empates y 1 derrota.   
En 2001, en el Memorial Najdorf, celebrado en Argentina, terminó en octavo lugar, pero logrando buenos resultados individuales al empatar con Judit Polgar, y también con su antiguo rival Viktor Korchnoi. 
Compitió en los campeonatos panamericanos de ajedrez por equipos de 2003 y 2013.

## Títulos obtenidos
- 1959 – Vicecampeón de São Lourenço do Sul/RS;

- 1964 - Campeón absoluto gaucho;
- 1965 - Campeón absoluto de Brasil;
- 1967 - Campeón absoluto brasileño y absoluto sudamericano. Recibe el título de maestro internacional ( MI );
- 1970 - Ganador del Torneo Internacional en Bogotá, Colombia;
- 1971 - Ganador del Torneo Internacional en Vršac, Yugoslavia;
- 1972 - Recibe el título de gran maestro internacional (GM), campeón sudamericano;
- 1973 - Ganador del Torneo Interzonal de Petrópolis/RJ, siendo clasificado para el Torneo de Candidatos
- 1975 - Subcampeón del Torneo Internacional de Las Palmas, España y subcampeón del Torneo Internacional de Manila, Filipinas;
- 1976 - Ganador del Torneo Interzonal de Manila, Filipinas, clasificándose nuevamente para el Torneo de Candidatos;
- 1977 - Tercer mejor ajedrecista del mundo según el ranking de la Federación Internacional de Ajedrez (ELO 2635);
- 2005 - Segundo puesto en el Torneo Fide Zonal 2.4
- 2006 - Vencedor invicto do "2do Festival Internacional de Ajedrez ciudad de Lodi" (torneo aberto de Lodi)
- 2008 - Ganador del 1.er Campeonato Brasileño de Internet organizado por la Confederación Brasileña de Ajedrez.
- 2019 - Completó 43 años de invencibilidad en partidos simultáneos en Brasil.

## Participación en Olimpíadas
Representó a Brasil en cuatro Olimpiadas de ajedrez:
| Ano  | Edición        | Sede   | Tablero | Puntos | Partidas | V | E | D | %    | Clasificación | Clasificación |
| ---- | -------------- | ------ | ------- | ------ | -------- | - | - | - | ---- | ------------- | ------------- |
| Ano  | Edición        | Sede   | Tablero | Puntos | Partidas | V | E | D | %    | Equipo        | Individual    |
| 1968 | 18.ª Olimpíada | Lugano | 1º      | 11½    | 17       | 7 | 9 | 1 | 67.6 | 25º           | 6.º           |
| 1974 | 21ª Olimpíada  | Niza   | 1º      | 2      | 4        | 1 | 2 | 1 | 50.0 | 35º           |               |
| 2002 | 35ª Olimpíada  | Bled   | 3.º     | 6½     | 8        | 5 | 3 | 0 | 81.3 | 35º           |               |
| 2004 | 36ª Olimpíada  | Calviá | 1.º     | 4      | 8        | 2 | 4 | 2 | 50.0 | 59.º          |               |

## Obras publicadas
- Fischer x Spassky, o Encontro do Século (1973)
- Iniciação ao Xadrez (1973)
- Como Jesus Cristo Salvou a Minha Vida (1992)